# Natura 2000-område nr. 43 Klitheder mellem Stenbjerg og Lodbjerg
Natura 2000-område nr. 43 Klitheder mellem Stenbjerg og Lodbjerg består af to store delområder med klitnatur grænsende op til Stenbjerg-, Hvidbjerg- og Lodbjerg Klitplantager med et værdifuldt fugleliv og flere sjældne planter. Området er mod vest kuperet med forskellige tørre klittyper, mens det mod øst er mere jævnt med flere klitlavninger og enkelte småsøer.
Naturplanområdet har et areal på 2.918 hektar, og er udpeget som EU-habitatområde. I området der er findes flere naturtyper, som i kraft af deres store arealmæssige udstrækning og deres høje naturkvalitet er af international
betydning, fordi der er tale om store sammenhængende
klitområder i noget nær naturlig tilstand.
Området rummer flere sjældne planter, herunder Smalbladet Pindsvineknop,
rødlistearterne Skotsk Lostilk, Strandsnerle og Fin Bunke.
Som fuglelokalitet er området især værdifuldt for tinksmed og trane.
Af andre dyr findes bl.a. bilag IV-arterne markfirben, stor vandsalamander, spidssnudet frø og strandtudse.
Af det samlede areal på 2.918 hektar er 2.506 ha af arealet omfattet af naturbeskyttelseslovens § 3, hvoraf 2.241 ha er hede; 230 ha er mose, 31 ha er sø, 4 ha er naturenge og der er 9 km vandløb.
Hovedparten af området er fredet via 3 fredningskendelser
- Overfredningsnævnets kendelse af 26. april 1976 om fredning af hede- og klitarealer mellem Lyngby og Flade Sø,
- Fredningsnævnet for Thisted Amtsrådskreds deklaration af 2. juli 1955 *Overfredningsnævnets kendelse af 31. august 1964 vedrørende fredning af arealer i Stenbjerg og Vorupør.

Fredningernes er oprettet for at sikre at arealernes tilstand, at sikre
at arealerne henligger uforandret i naturtilstand og at sikre mod udstykning til sommerhusbebyggelse.
Natura 2000-planen er vedtaget i 2011, hvorefter kommunalbestyrelserne
og Naturstyrelsen udarbejdede bindende handleplaner for
gennemførelsen af planen. Planen videreføres og videreudvikles i senere planperioder.
Natura 2000-planen er koordineret med vandplanen 1.2 Limfjorden.